# Стивенс, Джордж
Джордж Стивенс (англ. George Stevens; 18 декабря 1904, Окленд, Калифорния — 8 марта 1975[…], Ланкастер, Калифорния) — американский кинорежиссёр, сценарист, кинопродюсер и кинооператор. С 1941 по 1943 год — президент Гильдии режиссёров Америки.

## Биография
Начинал как оператор, работая над короткометражными комедиями с участием Лорела и Харди. Первым его полнометражным фильмом была серийная комедия «Коэны и Келли в беде» (1933). Настоящим режиссёрским прорывом стал для него фильм «Элис Адамс» (1935) с Кэтрин Хепбёрн. В конце 1930-х поставил несколько фильмов с Джинджер Роджерс и Фредом Астером, в 1940 — «Ночное дежурство» (1940) с Кэрол Ломбард.
Во время Второй мировой войны служил в Войсках связи, в 1943—1946 возглавлял киноподразделение. Снимал кинохронику: операцию «Нептун», освобождение Парижа, встречу на Эльбе, освобождение заключённых из лагерей Дубен и Дахау. Стивенс помогал в подготовке лагерной хроники для показа на Нюрнбергском процессе. В 2008 году кинохроника Стивенса была включена в Национальный реестр фильмов.
Военный опыт Стивенса сказался на его работах — они стали более драматичными. «Я помню маму» (1948) — последний фильм, содержащий комические сцены. Стивенс наиболее известен по фильмам «Место под солнцем», «Шейн», «Дневник Анны Франк», «Гигант», «Величайшая из когда-либо рассказанных историй». Последней его работой стал фильм «Единственная забава в городке» (1970) с Уорреном Битти и Элизабет Тейлор. В том же году он возглавил жюри 20-го Берлинского кинофестиваля.

## Фильмография
- 1935 — Элис Адамс / Alice Adams
- 1935 — Энни Окли / Annie Oakley
- 1936 — Время свинга / Swing Time
- 1937 — Девичьи страдания / A Damsel in Distress
- 1938 — Оживлённая леди / Vivacious Lady
- 1939 — Ганга Дин / Gunga Din
- 1940 — Ночное дежурство / A Vigil in the Night
- 1941 — Весь город говорит / The Talk of the Town
- 1941 — Грошовая серенада / Penny Serenade
- 1942 — Женщина года / Woman of the Year
- 1943 — Чем больше, тем веселее / The More the Merrier
- 1948 — Я помню маму / I Remember Mama
- 1951 — Место под солнцем / A Place in the Sun
- 1953 — Шейн / Shane
- 1956 — Гигант / Giant
- 1959 — Дневник Анны Франк / The Diary of Anne Frank
- 1965 — Величайшая из когда-либо рассказанных историй / The Greatest Story Ever Told (совместно с Д. Лином и Ж. Негулеско)
- 1970 — Единственная забава в городке / The Only Game in Town